# マードー・シング2世
マードー・シング2世（Madho Singh II, 1861年8月29日 - 1922年9月7日）は、北インドのラージャスターン地方、ジャイプル藩王国の君主（在位：1880年 - 1922年）。

## 生涯
1861年8月29日、ジャイプル藩王国の一族ラグナート・シング（タークル・サーヒブ）の息子として、イサルダーで誕生した。
1880年9月、養父ラーム・シング2世が死亡したことにより、藩王位を継承した。
1922年9月7日、マードー・シング2世はジャイプルで死亡し、養子のマーン・シング2世が藩王位を継承した。